# 20才になれば (アルバム)
『20才になれば』（はたちになれば）は、桜田淳子のカバー・アルバム（後述参照）。1978年10月25日に発売された。発売元はビクター音楽産業。

## 概要
収録曲全てが中島みゆきの楽曲で統一された作品。シングルとして発売された「20才になれば」「追いかけてヨコハマ」「しあわせ芝居」といった書き下ろしの3曲に、中島のオリジナル作品のカヴァー7曲を加えて構成されている。
1981年にリリースしたシングル盤に先駆けて、既に本アルバムで「化粧」をカヴァーしており、こちらの方は全く別のアレンジで歌っている（シングル盤のアレンジは大村雅朗）。
2007年9月には「化粧」のシングル・バージョンなど、ボーナストラック3曲を加えた紙ジャケット仕様で復刻された。

## 収録曲
全作詞・作曲：中島みゆき
1. 20才になれば（3:27）
編曲：船山基紀
2. 化粧（5:19）
編曲：若草恵
3. 時代（4:13）
編曲：若草恵
4. 海鳴り（3:23）
編曲：福井崚
5. 追いかけてヨコハマ（2:51）
編曲：船山基紀
6. しあわせ芝居（4:02）
編曲：船山基紀
7. おもいで河（3:44）
編曲：高田弘
8. 朝焼け（3:37）
編曲：エジソン
9. 五才の頃（3:39）
編曲：エジソン
10. おまえの家（5:53）
編曲：福井崚

### 2007年リマスター盤 ボーナス・トラック
1. 化粧（シングル・バージョン）
編曲：大村雅朗
2. 20才になれば（シングル・バージョン）〈オリジナル・カラオケ〉
3. 化粧（シングル・バージョン）〈オリジナル・カラオケ〉